# Drapeau de la révolte arabe

Drapeau ratio: 2:3

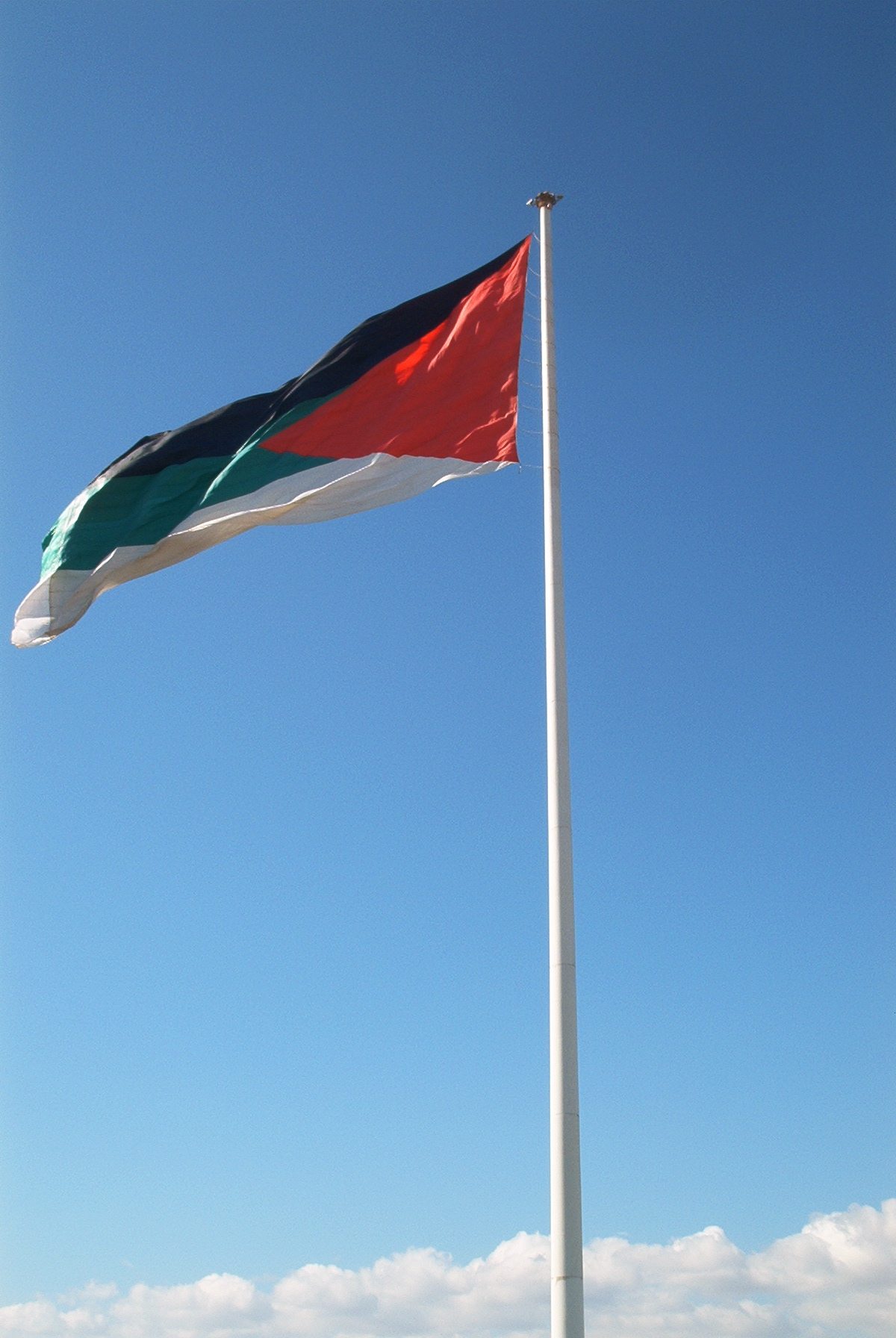
Le drapeau de la révolte Arabe - Aqaba 2006

Le drapeau de la révolte arabe est un drapeau utilisé par Hussein ben Ali et ses alliés, les nationalistes arabes, lors de la Grande révolte arabe menée contre l'Empire ottoman, entre 1916 et 1918, pendant la Première Guerre mondiale.
Il se démocratise ensuite dans le monde arabe et est réutilisé sous diverses déclinaisons par une majorité des pays arabes jusqu'au XXIe siècle.

## Symbolique
Le drapeau se compose de trois bandes horizontales (noire, blanche et verte) et d'un triangle rouge sur le côté du guindant. Chaque couleur a une signification symbolique : le noir représente la dynastie abbasside ou les rachiduns, le blanc représente la dynastie omeyyade et le vert représente l'islam (ou peut-être la dynastie fatimide, mais c'est incertain). Le triangle rouge représente la dynastie hachémite, à laquelle Hussein ben Ali appartient. Le drapeau devient un symbole de nationalisme et d'unité du peuple arabe,,.

## Histoire
Il est estimé que le drapeau est conçu par le diplomate britannique Mark Sykes, dans le but de susciter un sentiment d'« arabité » afin d'alimenter la révolte. Selon Joshua Teitelbaum, cette affirmation est avancée à la fois par le biographe de Sykes en 1923 et par Hussein ben Ali, qui aurait déclaré à Woodrow Wilson en 1918 que le drapeau symbolisait la domination hachémite sur le monde arabe. Selon une version, Sykes, désireux de contester le drapeau français qui flotte dans les territoires arabes sous contrôle français, aurait proposé plusieurs drapeaux à Hussein, qui aurait choisi celui qui a été ensuite utilisé.
Cependant, le drapeau rappelle fortement des drapeaux antérieurs utilisés par les nationalistes arabes, tels que ceux utilisés par Al-Muntada al-Adabi (ar) (1909-1915) en 1909, Al-ʽAhd (Irak) en 1913 et la société secrète Al-Fatat en 1914.

Il influence les drapeaux nationaux d'un certain nombre de nouveaux États arabes après la Première Guerre mondiale. Les drapeaux inspiré par celui de la révolte arabe sont ceux de l'Égypte, de la Jordanie, de l'Irak, du Koweït, du Soudan, de la Syrie, des Émirats arabes unis, du Yémen, de la Palestine, du Somaliland, de la République arabe sahraouie démocratique et de la Libye.

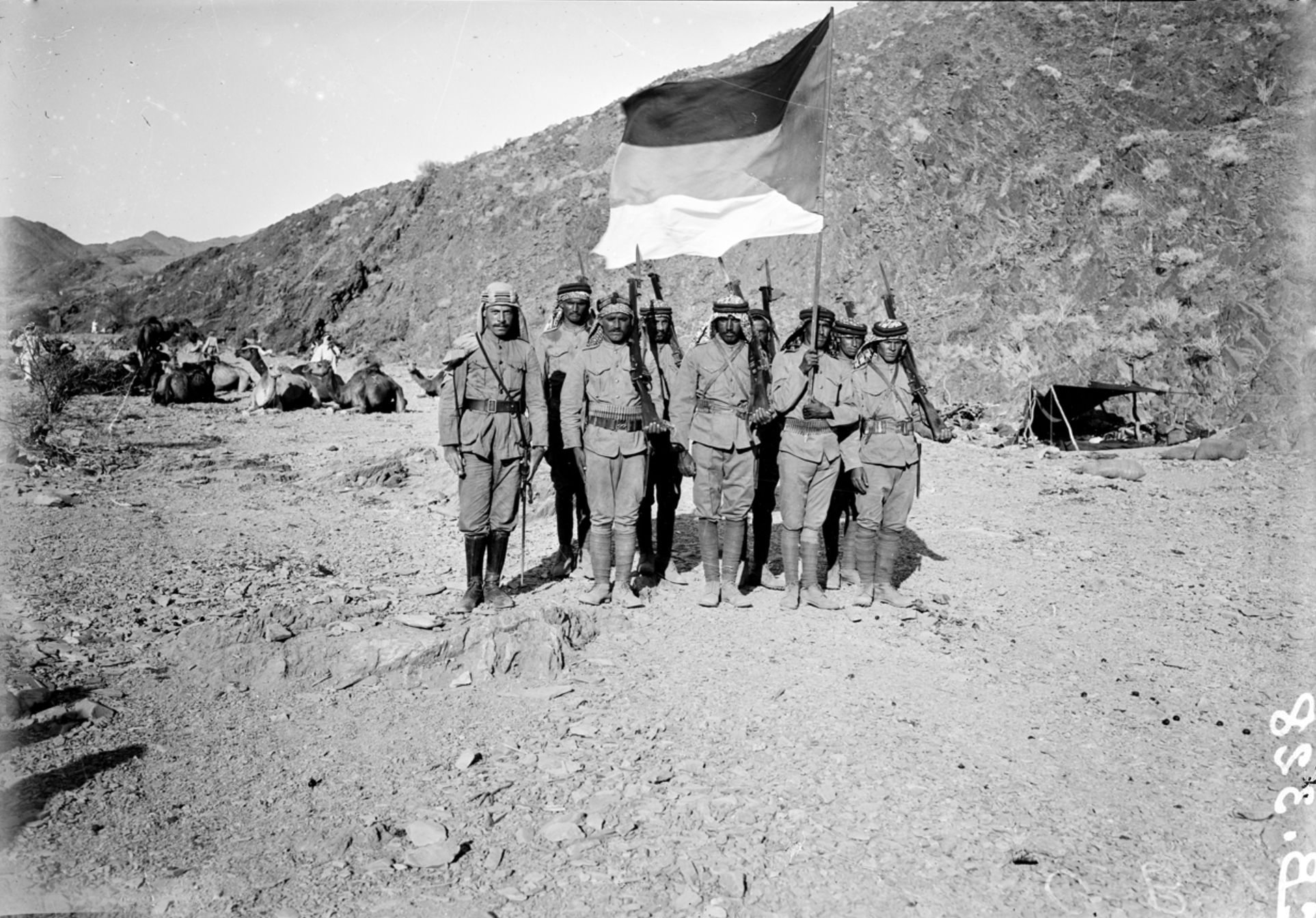
Soldats au cours de la révolte arabe de 1916-1918. Ils brandissent le drapeau de la révolte arabe.

Les Hachémites furent les alliés des Britanniques dans le conflit contre l'Empire ottoman. Après la fin de la guerre, les Hachémites ont reçu le Hedjaz, région située en Arabie. Les Hachémites recevront aussi la Syrie et l'Irak.
La Grande Syrie a été dissoute après seulement quelques mois d'existence, en 1920. Les Hachémites ont été renversés dans le Hedjaz, en 1925, par les Saoud, et en Irak en 1958 par un coup d'État, mais ils ont conservé le pouvoir en Jordanie.
Un drapeau de 60 mètres sur 30 flotte actuellement à Aqaba, en Jordanie. Il s'agit du sixième plus haut drapeau dans le monde.

## Description
Le drapeau contient les quatre couleurs pan-arabes, noir, blanc, vert et rouge. Il y a trois bandes horizontales; Noir, vert et blanc, de haut en bas, et un triangle rouge du côté palan drapeau.

## Prédécesseurs

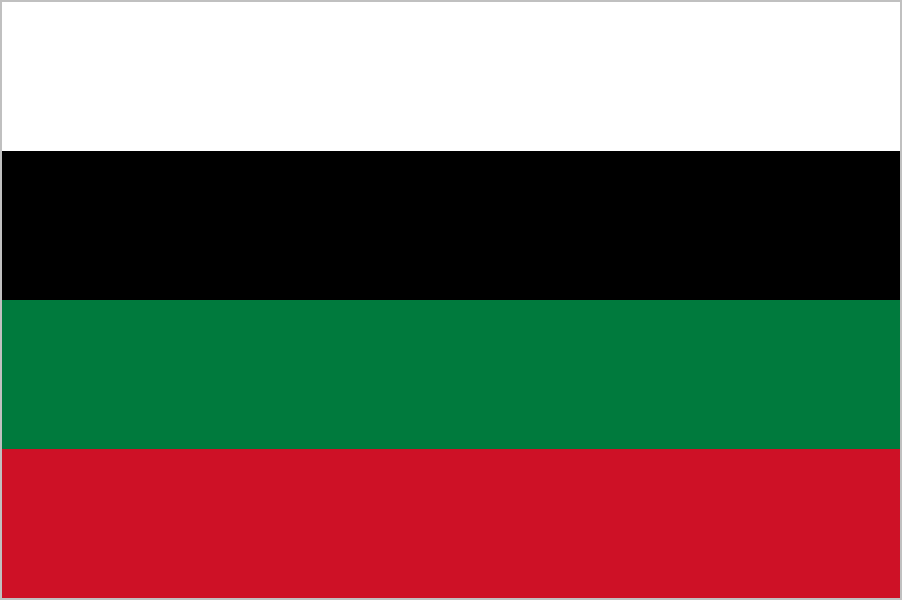
Drapeau de Al-Muntada al-Adabi (ar)
Drapeau de Al-Fatat

## Successeurs

Drapeau du parti Baas
Drapeau de l'Égypte
Drapeau de la Jordanie
Drapeau de la Palestine
Drapeau de l'Irak
Drapeau du Koweït
Drapeau de la République arabe syrienne
Drapeau de la Syrie
Drapeau du Soudan
Drapeau des Émirats arabes unis
Drapeau du Yémen
Drapeau du Somaliland
Drapeau de la République arabe sahraouie démocratique
Drapeau de la Libye